# 2064
Cette page concerne l'année 2064  du calendrier grégorien.
L'année 2064 est une année bissextile qui commence un mardi.
C'est la 2064e année de notre ère, la 64e année du IIIe millénaire et du XXIe siècle et la 5e année de la décennie 2060-2069.

## Autres calendriers
- Calendrier berbère : 3013 / 3014
- Calendrier hébraïque : 5824 / 5825
- Calendrier indien : 1985 / 1986
- Calendrier musulman : 1484 / 1485
- Calendrier persan : 1442 / 1443

## Événements prévisibles
- Fin de la dette du Brexit pour les finances publiques britanniques[1].